# Lintang
Lintang is een bestuurslaag in het regentschap Belitung Timur van de provincie Bangka-Belitung, Indonesië. Lintang telt 2714 inwoners (volkstelling 2010).